# Шубарколь (посёлок)
Шубарколь (каз. Шұбаркөл) — посёлок в Нуринском районе Карагандинской области Казахстана. Административный центр и единственный населённый пункт Шубаркольской поселковой администрации. Код КАТО — 355289100.
Действует угольный разрез АО «Шубарколь комир». С юга к посёлку подходит автотрасса и железная дорога протяжённостью 121 километр от станции Кызылжар, расположенной на трассе Жезказган — Караганда.
В 2014 году на север продолжена железная дорога Шубарколь — Аркалык протяжённостью 214 километров. Дорога позволила отправлять уголь с знаменитого Шубаркольского разреза через Аркалык прямиком на север в Россию, Прибалтику, Финляндию. В месяц со станции отправляется более 5,5 тысячи вагонов (три состава в день), что составляет около четырёх миллионов тонн груза (2016). Ранее приходилось грузить уголь окружным путём через Кызылжар и Караганду. Теперь и тупиковая ветка с севера до Аркалыка получила через Шубарколь выход на Жезказган. По линии Аркалык – Шубарколь открыто движение пассажирских поездов .

## Население
В 1999 году население посёлка составляло 669 человек (332 мужчины и 337 женщин).
По данным переписи 2009 года, в посёлке проживали 543 человека (281 мужчина и 262 женщины).